# Meroles squamulosus
Meroles squamulosus (звичайна саванна ящірка) — вид ящірок родини ящіркових (Lacertidae). Мешкає в Африці на південь від Сахари.

## Поширення і екологія
Звичайні саванні ящірки мешкають в Танзанії, Замбії, Зімбабве, Мозамбіку, Ботсвані, південно-східній Анголі, східній Намібії та на півночі ПАР. Вони живуть в саванах. Риють нори в піщаному грунті між корінням акацій.